# Super Castlevania IV
Super Castlevania IV (яп. 悪魔城ドラキュラ Акумадзё: доракюра, «Дьявольский замок Дракула») — компьютерная игра в жанре приключенческого экшена и платформера, разработанная и выпущенная в 1991 году компанией Konami. Первоначально выпущенная для Super Nintendo Entertainment System, неоднократно переиздавалась, в том числе для SNES Classic Mini. Часть серии Castlevania, ремейк первой части.
Действие игры происходит в том же сеттинге, что и Castlevania на NES/Famicom, в Трансильвании 1691 года, где охотник на вампиров Саймон Бельмонт должен победить вампира Дракулу. Игра получила признание критиков, некоторые назвали ее одной из величайших видеоигр всех времен.

## Игровой процесс
Несмотря на то, что Super Castlevania IV по сути является ремейком первой части, игра довольно сильно отличается от оригинала. Возможности 16-битной консоли позволили значительно улучшить качество графики и звука. Игровой процесс так же претерпел изменения. Саймон теперь может бить кнутом не только перед собой, но также вверх, вниз (только в прыжке) и по диагонали, а также вращать кнутом (для этого необходимо зажать кнопку удара и использовать кнопки направления), чтобы отбивать вражеские атаки. К тому же появилась возможность цепляться кнутом за крюки и раскачиваться, чтобы преодолеть большие пропасти. Появилась также возможность ходить на корточках.
В отличие многих других игр серии, в Super Castlevania IV имеется возможность менять направление движения в прыжке, что делает эту часть игры (прыжки через смертельно опасные препятствия) намного проще, однако получение урона от врага по прежнему отбрасывает Саймона назад (этот полёт неуправляемый), зачастую в пропасть. Ещё одно, менее важное, отличие от других игр серии состоит в том, что использование дополнительного оружия привязано к отдельной кнопке, а не к одновременному нажатию кнопок атаки и «вверх».
В отличие от оригинала, где приключение начиналось прямо у входа в замок Дракулы, в Super Castlevania IV игроку придётся преодолеть несколько уровней, включающих трансильванские леса, болота, пещеры, прежде чем попасть в замок. Таким образом игра длиннее предшественников и включает в себя 11 уровней (хотя развилок, как в Castlevania III: Dracula’s Curse нет). Враги тоже стали разнообразнее, помимо старых знакомых летающих голов медузы, скелетов и зомби появились летающие лошадиные головы, големы из грязи и другие монстры.

## Сюжет
Сюжет аналогичен первой части. Саймон Бельмонт, вооружённый родовым кнутом, названным «Убийца Вампиров» (англ. Vampire Killer), должен прийти в замок графа Дракулы и убить владыку вампиров.